# Ortnamn i Västmanland
Ortnamn i Västmanland kan, liksom de övriga svenska ortnamnen, delas upp i naturnamn och kulturnamn. Kulturnamnen är ofta bebyggelsenamn med  efterled där bebyggelsen beskrivs, såsom -by (Vallby), -torp (Munktorp) och -tuna (Romfartuna).
Vissa ortnamn är speciella för Västmanland och delar av omgivande landskap. Exempel på detta är namn som har efterledet -benning som enbart finns i nordöstra Västmanland och i angränsande delar av Dalarna. Ortnamnen i Västmanland är, som i alla andra landskap i Sverige, dels osammansatta ortnamn och dels sammansatta. Av de sammansatta ortnamnen har de flesta två ordled, förled och efterled. 
Några av de osammansatta namnen är enstaviga, som till exempel Bro, Hed och Äs. Andra är tvåstaviga som till exempel Nora och Sala. Ändelsen -a betecknar ofta pluralis. Av de sammansatta ortnamnen har de flesta två ordled, förled och efterled, som till exempel Skultuna och Virsbo, men det finns också namn med tre ordled, som Hallstahammar och Västerfärnebo. 
Västmanland är uppdelat i Västmanlands län och Örebro län. De norra och västra delarna av landskapet hör till Bergslagen. Där finns många ortnamn med anknytning till bergsbruk (-benning, -berg, -gruvan m.m.).  

## Definition av begreppet ortnamn
Ortnamn eller toponymer är namn på geografiska företeelser och ortnamnen kan delas upp i bebyggelsenamn och naturnamn.
En språkvetenskaplig definition är att "ett ortnamn är ett språkligt uttryck som i en viss namnbrukarkrets är knutet till en bestämd plats".

## Ortnamnskategorier
Alla ortnamn delas upp i två huvudkategorier: naturnamn och kulturnamn. Kulturnamnen kan indelas tre kategorier: ägonamn, bebyggelsenamn och namn på artefakter.
Naturnamn är namn på vattendrag, sjöar, skogar o.s.v. Ägonamn är namn på mark som används för jordbruk och boskapsskötsel, till exempel åkrar, ängar och hagar. Bebyggelsenamn är namn på tätorter, byar, gårdar, bygder med mera. Artefaktnamn är namn på broar, hamnar, gruvor, gravhögar m.m. Bebyggelsenamn kan vara primära eller
sekundära. Primära bebyggelsenamn avser bebyggelse redan från början, till exempel de som slutar på -by (som Säby) eller -torp (som Munktorp). Sekundära bebyggelsenamn har inte från början betecknat bebyggelse. Dessa bebyggelsenamn har ursprungligen varit naturnamn, ägonamn eller artefaktnamn. Exempel på sådana ortnamn i Västmanland är Kvicksund, Kärrgruvan, Öskevik med flera.

## Ortnamnet Västerås
Stadens tidigaste namn var Westra Aros, Västra Aros, där Västra avser väderstreck och Aros betyder åmynning och syftar på Svartåns utlopp i Mälaren. 
Namnet förkortades under 1200-talet och första hälften av 1300-talet som væstrearoos (1331) eller som Væstraaros. I mitten av 1300-talet försvann det första a:et i Væstraaros och former som Wæsteraros 1356 och Wæstaros 1368 uppstod. Det långa o:et i os förkortades sedan och föll så småningom bort. Namnet skrevs under senare hälften av 1300-talet bland annat som Vestrars 1384 och Wæsterars 1396. Omkring 1400 hade långt a övergått till å och uttalen Västrå'rs och Västerå'rs uppstod. Genom denna vokalförändring började under 1500-talet former med å ersätta former med a. Så är till exempel Vesterå(h)rs den vanligaste formen i Gustaf I:s registratur 1560, där även flera exempel på stavning utan r förekommer. I början av 1600-talet var r helt försvunnet och namnet skrevs enbart som Västerås. Att efterledets slutliga form har blivit -ås har nog underlättats av att Västerås ligger ett stycke väster om en ås, Badelundaåsen.

## Typiska västmanländska ortnamnsefterled och ortnamnsändelser

### Ortnamnsförled med trädanknytning
- Alm- finns i Almö-Lindö.
- Björk- finns i Björksta.
- Ek- finns i Ekeby.
- Gran- finns vid Granfjärden.
- Hassel- finns i omljudd form i Hässlö
- Lind- finns i Lindesberg.
- Rönn- finns i Rönnby.

### Ortnamnsefterled som betecknar bebyggelse

by

sta

- -berga, som syftar på berg, är ett efterled som förekommer i Västeråstrakten. Exempel: Brottberga, Lisselberga, Solberga och Tillberga.
- -bo(da), som ursprungligen betecknade bodar för tillfälligt bruk, bland annat slåtterbodar. Exempel på dessa namn är  Spannarboda, Gunnilbo och Jönsarbo. Namnen på -bo är vanligast i Västmanlands län, medan -boda är vanligast i de västra delarna av landskapet. -bo kan även ha andra betydelser, dels som i Hubbo och Kärrbo, där det betecknar 'boarna' (d.v.s. invånarna) och dels som i Fläckebo och Västerfärnebo med betydelsen 'område, bygd'.[9]
- -by har ursprungligen sannolikt betytt 'boplats, bebyggelse' som den senare betydelsen 'gård, by' har utvecklats från. I Västmanland finns bland annat Bäckby, Rönnby och Vallby, som numera är stadsdelar i Västerås.[10]
- -kärra är tre byar i norra delen av Västmanlands län: Djupkärra, Godkärra och Hedkärra. Namnen kommer av tjärnar.[11]
- -mora kommer av ordet mor, som betyder granbevuxen skog, ofta sumpig. Efterledet -mora, som är bestämd form av mor, förekommer i landskapets nordöstra del, till exempel Bastmora, Hökmora och Lockmora.[12]
- -sta förekommer på många platser i Västmanland, liksom i övriga Svealand samt i östra Norrland och i Jämtland. I  Götaland är efterledet -stad. I Munktorps socken i Västmanland ligger ortnamnen på -sta tätare än någon annanstans i Sverige. Den ursprungliga betydelsen av -sta har antagits vara 'plats, ställe', men även andra tolkningar har föreslagits. -sta förekommer inte i den västra delen av Västmanland. Ett namn med efterledet -sta är Åkesta i Västerås kommun. En något annorlunda betydelse har -sta i Fagersta, där betydelsen är 'båtplats' eller 'plats för hytta'.
- -torp förekommer dels i en äldre betydelse som nybygge, utflyttargård och dels i en senare betydelse 'dagsverkstorp, kolartorp' m.m. Den äldre betydelsen har till exempel Munktorp och Mölntorp, medan bl.a. Finntorp och Ståltorp har den yngre betydelsen.
- -tuna är ett efterled som mest förekommer i Uppland, Södermanland och i den sydöstra delen av Västmanland. Ordet tun betyder ursprungligen 'inhägnad plats'. Den för Sverige speciella namntypen Tuna och -tuna har varit namn på centralorter i det förhistoriska samhällets organisation. Exempel på -tuna i Västmanland är Skultuna och Tortuna.[13][14]

### Ortnamnsefterled som betecknar bergshantering och industri
- -benning är ett efterled som enbart förekommer i den del av Bergslagen som finns i nordöstra Västmanland och sydöstra Dalarna. Dess betydelse är troligen 'hyttbyggnad'. Exempel på sådana namn är Karbenning och Ombenning.[15]
- -berg har i Bergslagen ofta specialbetydelsen 'bergslag, gruvbygd'. Exempel på namn av den typen är Kopparberg, Norberg och Lindesberg.[16]
- -fors kom rätt ofta att ingå i namnet på bruksorter i Västmanland. Dessa orter måste, innan det fanns elektricitet, vara belägna nära kraftigt strömmande vatten för att få energi. Exempel på sådana orter: I Hällefors etablerades ett silververk 1639. På 1700-talet övergick man alltmer till järnhantering.[17] I Högfors (Västmanlands län) fick man 1545 rättigheter att uppföra en hytta.[18] Sikfors: År 1631 fick fem nybyggare i trakten tillstånd att uppföra en hytta vid Sikforsälven.[19] Stjärnfors: Järnframställning vid Stjärnfors började 1651, då man anlade en hammarsmedja vid sjön Ljusnarens utlopp i Rällsälven.[20] I Sörstafors 1849 lät Johan Daniel Iverus bygga tegelbruk, sågverk och benstamp vid Prästforsen.[21] Sockennamnet Västanfors (Westhan forss 1486) kommer av en hytta för järnframställning. Detta namn syftar på läget vid en fors i Kolbäcksån.[22]
- -gruvan är av förklarliga skäl ett vanligt efterled i Bergslagen. Ett exempel är Kärrgruvan.
- -hammar, med betydelsen 'vattenhammare', förekommer i namnen Bernshammar, Hallstahammar, Surahammar och Rockhammar.
- -hyttan är ett vanligt efterled i Bergslagen. En hytta är en smältugn för malm, och kallas även masugn. Exempel på dessa namn är Guldsmedshyttan, Gusselhyttan och Riddarhyttan.

### Ortnamnsefterled som betecknar höjder
- -höjden är en vanlig beteckning för -berget i de nordvästliga delarna av landskapet Örebro län. Exempel: Basthöjden och Kindlahöjden i Hällefors kommun samt Djupdalshöjden och Stormosshöjden i Ljusnarsbergs kommun.

### Ortnamnsefterled som betecknar vattendrag
- -älven betecknar i västra Västmanland (Örebro län) vattendrag som Rastälven, Rällsälven, Saxhytteälven och Svartälven.

### Ortnamnsändelser
- -a är en vanlig pluraländelse i svenska ortnamn.[1] I vissa områden är -e vanligare, till exempel på Gotland, i Bohuslän, i vissa delar av Värmland (till exempel Sunne) och i Härjedalen Hede (ii) Hedha sokn 1397) och Jämtland (Stavre). I Västmanland är ändelsen -a den vanligaste pluraländelsen, till exempel i Sala (in Salum 1333). I en del ortnamn är -a singularändelse, till exempel i  Nora ((in) Noree 1336)[23].
- -inge är en avledningsändelse och betecknar invånarna på en viss plats. I Västmanland finns bland annat Mycklinge, Solinge och Sällinge.[24]

## Ortnamn som påminner om hednisk kult
De ortnamn som har namnet på en fornnordisk gud eller gudinna i sitt förled kallas teofora ortnamn. Tillsammans med övriga ortnamn som syftar på gudadyrkan benämns de sakrala ortnamn.
- Frösvi finns på två ställen i Västmanland. Namnet betyder 'guden Frös vi'.
- Frövi i Skultuna. Namnet kan tolkas som 'gudinnan Fröjas vi', alltså en kultplats.
- Ullvi på tre ställen i Västmanland. Namnet betyder 'guden Ulls vi'.
- Frösåker i Kärrbo socken. Namnet betyder 'guden Frös åker', en kultplats för guden Frö. [26]
- Närlunda i Badelunda har en förled som kommer av guden Njord. Man kan räkna med att efterledet -lunda har betydelsen 'helig lund' när den, som i detta fall, förekommer tillsammans med ett gudanamn.[27]
- Litslunda (i Lytislundum 1384) i Lillhärads socken kan innehålla ett gudanamn *Lytir.
- Törunda (i Thorlundum 1385), byar i Dingtuna socken och Munktorps socken, kommer av gudanamnet Tor.[28]
- Västra Skedvi har inget gudanamn i förledet Sked-. Förledet kan komma av sked som betyder 'bräde' eller liknande. Offerplatsen (viet) kan ha varit inhägnad med bräder eller kluvna stockar.[29]

När det gäller de namn med efterledet -vi som inte har ett gudanamn i sin förled har ibland tveksamhet uppstått om -vi syftar på en kultplats, eller om det kanske istället kan vara en beteckning på ’skog’, som i fornsvenska hette viþer. Från 1923 har uppfattningen varit att -viþi, en form av viþer, ibland skulle ha resulterat i formen -vi genom förkortning. Det skulle bland annat vara fallet med tre västmanländska ortnamn: Ekevi, Fälvi och Svedvi. På 2000-talet har denna åsikt ifrågasatts, och det hävdas att det är mycket möjligt att -vi i dessa namn betyder 'helig plats, helgedom'.